# Australian Open 1994
L'Australian Open 1994 è stata la 82ª edizione dell'Australian Open e prima prova stagionale dello Slam per il 1994. Si è disputato dal 17 al 30 gennaio 1994 sui campi in cemento del Melbourne Park di Melbourne in Australia.

## Risultati

### Singolare maschile
Pete Sampras ha battuto in finale  Todd Martin con il punteggio di 7–6(4), 6–4, 6–4

### Singolare femminile
Steffi Graf ha battuto in finale  Arantxa Sánchez Vicario con il punteggio di 6–0, 6–2

### Doppio maschile
Jacco Eltingh /  Paul Haarhuis hanno battuto in finale  Byron Black /  Jonathan Stark per  6(3)–7, 6–3, 6–4, 6–3.

### Doppio femminile
Gigi Fernández /  Nataša Zvereva hanno battuto in finale  Patty Fendick /  Meredith McGrath per 6–3, 4–6, 6–4

### Doppio misto
Larisa Neiland /  Andrej Ol'chovskij hanno battuto in finale  Helena Suková /  Todd Woodbridge per 7–5, 6(0)–7, 6–2.

## Junior

### Singolare ragazzi
Ben Ellwood ha battuto in finale  Andrew Ilie con il punteggio di 5–7, 6–3, 6–3

### Singolare ragazze
Trudi Musgrave ha battuto in finale  Barbara Schett con il punteggio di 4–6, 6–4, 6–2

### Doppio ragazzi
Ben Ellwood /  Mark Philippoussis hanno battuto in finale  Jamie Delgado /  Roman Kukal con il punteggio di 4–6, 6–2, 6–1

### Doppio ragazze
Corina Morariu /  Ludmila Varmužová hanno battuto in finale  Yvette Basting /  Alexandra Schneider con il punteggio di 7–5, 2–6, 7–5